# Крещук Святослав Васильович
Крещук Святослав Васильович (* 6 вересня 1946, с. Коршів Луцького району Волинської області — † 17 лютого 2006, с. Коршів Луцького району Волинської області ) — заслужений журналіст України (1999), лауреат двох премій Національної Спілки журналістів «Золоте перо».

## Біографія
Крещук Святослав Васильович народився 6 вересня 1946 року в селі Коршів Луцького району Волинської області.
У 1975—1979 роках був головним редактором волинської обласної молодіжної газети газети "Молодий ленінець" (тепер «Віче»).
Понад 25 років працював у головній газеті волинського краю «Волинь». Довгий час був ведучим рубрики «Доброго дня вам, люди».
Кожен його матеріал був цікавим і легко читався.
А ще він був справжнім поетом, дарма що його віршований доробок умістився на кільканадцяти сторінках самвидавівської збірки "Роси безсонних ночей", яку він видрукував 2003 року, додавши до неї епіграф із власних відчуттів: "Немає нічого солодшого, ніж незаймана ранкова роса і вечірня втома прожитого дня".
Помер 17 лютого 2006 р.; поховали у неділю 19 лютого за його заповітом у рідному селі Коршів Луцького району поряд із мамою. Помер, не дочекавшись свого 60-літнього ювілею й омріяних онуків, не здійснивши багатьох творчих задумів. Залишилися лиш добра пам'ять рідних, колег і читачів.
Сестри – Софія Чабан,Світлана Мазурчук,Галина Киричук. Син – Ігор Крещук. Дочка - Інна Крещук

### Публіцистика
- Такі дивні дерева. Газ. Радянська Волинь, 29 жовтня 1985 р., с. 4.
- Осінні мелодії. Газ. "Радянська Волинь", 2 листопада 1985 р., с. 4.
- На двох якорях. Газ. "Радянська Волинь", 25 січня 1986 р., с. 4.
- Сім днів на Камчатці. Газ. «Радянська Волинь» (Луцьк), 25 липня 1989 р., с. 4.
- Як Петро Мах Тарапуньку женив. Газ. Радянська Волинь, 3 жовтня 1998 р., с. 7.
- Дві липи біля церкви. Газ. Волинь, 26 червня 2003 р., с. 7.
- Перший великдень без матері. Газ. Волинь, 7 травня 2005 р.  [Архівовано 11 січня 2006 у Wayback Machine.]

### Вірші
- Кінчається літо. Газ Волинь, 30 серпня 2003 р.  [Архівовано 5 березня 2016 у Wayback Machine.]

### Про Святослава Крещука
- Журналіст від бога. Газ. «Волинь», 5 вересня 2006 р., с. 1.
- Федчук Василь. Чутливі струни його душі. Газ. Волинь-нова", 17 лютого 2007 р., с. 4.
- Зозуля Світлана. Інтерв'ю у вічності. Газ. Волинь, 6 вересня 2011 р., с. 7.
- Ми не забудемо тебе, друже. Газ. «Волинь», 24 вересня 2011 р.
- Десять років без Святослава Крещука. Газ. "Волинь", 16 лютого 2016 р., с. 2.
- Штинько В. Журналіст від Бога і з душею поета. газ. "Волинь-нова" 6 вересня 2016 р., с. 8.